# Ophelia (album)
Ophelia è un album in studio della cantautrice statunitense Natalie Merchant, pubblicato nel 1998.

## Tracce
1. Ophelia – 5:10
2. Life is Sweet – 5:12
3. Kind & Generous – 4:07
4. Frozen Charlotte (con Karen Peris) – 5:23
5. My Skin – 5:30
6. Break Your Heart (con N'Dea Davenport) – 4:47
7. King of May – 4:09
8. Thick as Thieves – 6:57
9. Effigy – 2:30
10. The Living – 3:18
11. When They Ring the Golden Bells (con Karen Peris) / Ophelia (Reprise) – 9:33